# شيكاغو (فريق)

شيكاغو (بالإنجليزية: Chicago)‏ فريق روك أمريكي تشكل عام 1967 في شيكاغو، إلينوي، وأطلق على نفسه اسم «هيئة عبور شيكاغو Chicago Transit Authority» في عام 1968 قبل أن تختصر الاسم في عام 1969 إلى اسم «شيكاغو» فقط. أعتاد الموسيقيين وصف الفريق بانه «فريق الروك أند رول ذو الأبواق» حيث انه يمزج بين عناصر من الموسيقى الكلاسيكية والجاز والريزم آند بلوز R&B وموسيقى البوب. بدأ أعضاء الفريق في كتابة الأغاني مع كلمات مشحونة سياسياً، ثم انتقلوا لاحقًا إلى صوت أكثر هدوءًا، مما أدى إلى توليد العديد من الأغاني الناجحة. حقق الفريق تدفق ثابت من الأغاني الناجحة طوال السبعينيات والثمانينيات.
صنفت مجلة بيلبورد شيكاغو في المرتبة التاسعة على قائمة أعظم 100 فنان في كل العصور.
تلقت المجموعة عشرة ترشيحات لجائزة جرامي، وفازت بترشيح واحد لأغنية «لو تركتني الآن If You Leave Me Now».

## أعضاء الفريق
روبرت لام: لوحات المفاتيح (كيبورد) وغناء رئيسي  
لي لوغنان: بوق وغناء الدعم
جيمس بانكوف: ترومبون وغناء مساند
والتر بارازايدر: ساكسفون، وفلوت، وكلارينيت، وغناء مساند
كيث هولاند: جيتار، وغناء مساند
لو بارديني:  لوحات المفاتيح (كيبورد)، وغناء رئيسي
والفريدو رييس جونيور: طبول
راي هيرمان: ساكسفونات، وفلوت، وكلارينيت، وغناء مساند
نيل دونيل: غناء رئيسي، وجيتار أكوستيك
بريت سيمونز: جيتار باس، وغناء مساند
رامون «راي» يسلاس: إيقاع
بيتر سيتيرا: جيتار باس، وغناء (الفترة 1967 – 1974)

## وصلات خارجية
https://chicagotheband.com/
http://chicagotheband.com/a-chicago-story/
https://www.allmusic.com/artist/chicago-mn0000110161/awards
http://www.debbiekruger.com/writer/freelance/chicago_transcript.html
http://www.debbiekruger.com/writer/freelance/chicago_goldmine.html
http://www.debbiekruger.com/writer/freelance/chicago_perfsong.html